# シンリク観光
有限会社シンリク観光（シンリクかんこう）は、長野県千曲市に本社を置くバス、タクシー事業者である。信濃陸送株式会社の関連会社である。
貸切バスやタクシー事業のほか、千曲市内でコミュニティバスを運行している。社団法人日本バス協会の会員にはなっていない。

## 沿革
- 1982年8月 - 設立。
- 2004年4月5日 - 千曲市循環バス大循環線の受託運行開始。

## 路線バス
- 千曲市のコミュニティバスである千曲市循環バスのうち、大循環線を運行している

## 本社・営業所
- 本社
  - 長野県千曲市雨宮663-5
- 稲田営業所
  - 長野県長野市稲田二丁目1435